# Mortimer Wheeler
Sir Mortimer Wheeler CH CIE MC (Glasgow, 10 de setembre de 1890 - Londres, 22 de juliol de 1976), va ser un arqueòleg britànic.
Es va convertir en un referent sobre la investigació arqueològica en desenvolupar l'excavació estratigràfica, en la qual es recullen materials d'un terreny dividit en quadrats disposant amb una seqüència cronològica, i també el primer mètode per datar un objecte. Assenyalant que «l'arqueòleg no pot ser un mer recol·lector d'objectes, sinó de fets, posava a l'arqueologia en un seriós compromís» (Wheeler, 1956: 228).
Gràcies al seu descobriment, el 1946, de terrissa estilísticament diferenciada a Harappa es va demostrar que la cultura Kot Diji pertanyia a principis de l'edat del bronze.

## Obres
- The excavation of Maiden Castle, Dorset : second interim report. 1936
- Five thousand years of Pakistan; an archaeological outline. 1950
- Reports of the Research Committee of the Society of Antiquaries of London Nº XVII: The Stanwick Fortifications, North Riding of Yorkshire. 1954
- Archaeology from the earth. 1954
- Roman art and architecture. 1964
- Civilizations of the Indus Valley and beyond. 1966